# Республиканский медицинский библиотечно-информационный центр
Республика́нский медици́нский библиоте́чно-информацио́нный це́нтр Татарста́на (РМБИЦ РТ; тат. Татарстанның Республика медицина китапханә-мәгълүмат үзәге, ТР РМКМҮ; англ. Republican Medical Library and Informational Center, RMLIC) — отраслевая библиотека Министерства здравоохранения Республики Татарстан с собственным издательско-полиграфическим комплексом, расположенная в Казани. Является научно-методическим центром Централизованной сети медицинских библиотек Татарстана. Специализируется на хранении, поиске, подборе, выдаче и малотиражном издании литературы по биологии, медицине, фармации, бихевиоральным наукам на русском, татарском и зарубежных языках. Осуществляет обслуживание научных и практических работников здравоохранения, сотрудников биомедицинских лабораторий, студентов медицинских учебных заведений.

## История
По данным архивных документов, в 1920 году при Народном комиссариате здравоохранения Татарии была создана библиотека, обслуживавшая сотрудников этого комиссариата. В 1921 году на заседании Наркомздрава и коллегии Клинического института Казани было принято решение об организации Центральной медицинской библиотеки «.. для снабжения русской и заграничной медицинской литературой». Поначалу библиотека размещалась в выделенной ей Наркомздравом единственной комнате без мебели, освещения и отопления. В штате была одна заведующая.
Начало фонду медицинской библиотеки положили 450 книг, подаренных Институтом травматологии и профессором Романом Альбертовичем Лурия (Лурье).
О деятельности библиотеки в 1930—1940 гг. известно мало. Помимо основной функции — выдачи литературы читателям, сотрудники библиотеки активно занимались составлением рекомендательных списков и обзоров медицинской литературы, организацией книжных выставок, передвижных библиотек, практиковали книгоношество.
В годы Великой Отечественной войны деятельность библиотеки не прекращалась. В 1945 году учреждение было преобразовано в Республиканскую научную медицинскую библиотеку (РНМБ). Библиотекари РНМБ выезжали в сельские районы ТАССР для оказания помощи медикам в организации библиотек при лечебных учреждениях. Средства для приобретения научной литературы выделял Наркомздрав.
К середине 1960 годов объём фондов РНМБ составил 23 тысячи единиц хранения, штат состоял из четырёх человек. По причине нехватки места для разросшегося фонда, картотек и увеличивающегося количества читателей в 1964 РНМБ переехала в одно из зданий казанского Кремля.
К началу 1980 годов объём фонда РНМБ достиг более чем 40 тысяч единиц хранения. Библиотека снова столкнулась с проблемой нехватки площадей. Часть книг лежала в стопках на полу. В 1986 году библиотеке выделили дом № 13 в центре Казани по улице Кремлёвская (в то время ул. Ленина). В этот период сотрудники РНМБ начали осуществлять индивидуальное информирование ведущих специалистов Минздрава ТАССР.
С 1983 года РНМБ руководит доктор педагогических наук Юлия Николаевна Дрешер. В 1989 году штат сотрудников составлял 11 человек. В конце 1980-х — начале 1990-х годов стали открываться филиалы РНМБ в больницах, а благодаря выгодному расположению библиотеки резко выросло количество читателей.
В августе 1990 произошёл инцидент: обрушилась стена здания РНМБ. Часть книг пришлось срочно эвакуировать. Спустя 4 месяца РНМБ снова переехала: в ветхое здание бывшего дома ребёнка, построенное в 1937, на улице Такташа, дом 125.
В ноябре 1990 по приказу Минздрава Республики Татарстан из РНМБ и её филиалов при медицинских учреждениях и учебных заведениях была создана отраслевая централизованная библиотечная система (ЦБС), на базе которой в 1992 году образован Республиканский медицинский библиотечно-информационный центр. В том же 1992 году в состав РМБИЦ включили книготорговый магазин «Медицинская книга», до этого входивший в систему Таткниготорга.
К 1994 году на базе РМБИЦ было создано издательство «Медицина» с отделом оперативной полиграфии, благодаря которому у татарстанских медицинских специалистов появилось больше возможности для публикации своих научных трудов, а у центральной библиотеки и её филиалов — дополнительный источник пополнения фондов.
В 1995 году в центре был создан архив юридической и нормативной документации, касающейся здравоохранения и социальной деятельности. Через год с небольшим архив был преобразован в Республиканский отдел нормативных документов (РОНД).
С 2020 года РМБИЦ возглавляет Куликовская Татьяна Львовна.

## Электронные каталоги
Ведение электронных каталогов РМБИЦ началось в 1993 г. с началом использования автоматизированной библиотечно-информационной системы (АБИС) ДИТ-ИБИС. В 2005 г. ДИТ-ИБИС был заменён на более современный ИРБИС, который в свою очередь был обновлён в 2011 г. с 32-разрядной версии до 64-разрядной.
Со временем, электронные каталоги (ЭК) РМБИЦ стали практически полностью отражать документный фонд библиотеки. Некоторые ЭК, используемые в РМБИЦ, являются самостоятельной или совместной продукцией сторонних медицинских библиотек.
| Название электронного каталога                                   | Пояснение | Количество записей (на 2020) |
| ---------------------------------------------------------------- | --- | ---------------------------- |
| ЭК непериодических, сериальных и продолжающихся изданий          | |                              |
| IBIS — Отечественная книга                                       | ведётся с 1993 года | > 74000                      |
| INOST — Иностранная книга                                        | ведётся с 1995 года | > 3700                       |
| DISSM — Авторефераты 1998—2002 (Москва)                          | авторефераты диссертаций по биомедицинским наукам                                                                              | > 120000                     |
| DISS — Авторефераты диссертаций                                  | по биомедицинским наукам | > 30500                      |
| URIST — Нормативные документы                                    | в основном, относящиеся к сфере здравоохранения                                                                                | > 15200                      |
| ЭК периодических изданий                                         | |                              |
| JOURN — Периодика и постатейная роспись отечественных журналов   | библиографические описания журналов и статей в них                                                                             | > 147800                     |
| ANIN — Постатейная роспись иностранных журналов                  | библиографические описания журналов и статей в них                                                                             | > 8400                       |
| ZDRAV — Здравоохранение Татарстана                               | учёт публикаций татарстанских медиков в периодических изданиях РФ                                                              | > 5000                       |
| GAZ — Постатейная роспись газет РТ и РФ по медицине [и фармации] | автор и название статьи, название газеты, дата, номер, аннотация                                                               | > 195000                     |
| SPAM — Сводный каталог аналитики 2000—2010                       | ЭК статей из медицинских периодических изданий                                                                                 | > 360000                     |
| Прочие ЭК                                                        | |                              |
| GCNMB — Российская медицина 1988—2002                            | приобретена у ГЦНМБ | > 468400                     |
| ATHRM — Авторитетный файл «Медики Татарстана»                    | ЭК кратких биографий учёных-медиков РТ                                                                                         | > 900                        |
| BIBLT — Библиотерапия                                            | учёт публикаций по библиотерапии                                                                                               | > 210                        |
| PKVAL                                                            | ЭК литературы по профессиональному образованию библиотечно-библиографических специалистов                                      | > 1800                       |
| TSOTR — Труды сотрудников РМБИЦ                                  | по библиотечной и библиографической деятельности, делопроизводству, информационному обслуживанию медработников и библиотерапии | > 400                        |
| CD-ROM — Электронные издания                                     | компакт-диски | > 90                         |

## Организационная структура
Библиотечные отделы
- Отдел хранения фондов и обслуживания
- Отдел комплектования
- Организационно-методический отдел
- Отдел библиотечных и информационных технологий

Библиографические отделы
- Республиканский отдел научно-медицинской информации
- Республиканский отдел нормативных документов
- Отдел каталогизации
- Научно-библиографический отдел
- Сектор формирования фондов по истории медицины и здравоохранения РТ

Отделы реализации печатной продукции
- Издательство «Медицина»
- Отдел оперативной полиграфии
- Отдел маркетинга